# Ligny-lès-Aire
Ligny-lès-Aire è un comune francese di 603 abitanti situato nel dipartimento del Passo di Calais nella regione dell'Alta Francia.

## Società

### Evoluzione demografica
Abitanti censiti